# 2601 Bologna
2601 Bologna è un asteroide della fascia principale del diametro medio di circa 19 km. Scoperto nel 1980, presenta un'orbita caratterizzata da un semiasse maggiore pari a 3,1266551 UA e da un'eccentricità di 0,0632277, inclinata di 9,59829° rispetto all'eclittica.
L'asteroide è dedicato alla città di Bologna.